# Igra bez granica
Igra bez granica je sedmi i posljednji studijski album makedonskog pjevača Toše Proeskog. Izdan je 2007. godine pod izdavačkom kućom Hit Records.

## Popis pjesama
1. Pola duše, pola srca
2. Veži me za sebe
3. Ubijaš me usnama
4. Bože, brani je od zla
5. Mjesečina
6. Igra bez granica
7. Dal' si sretnija
8. Najljepše moje
9. Srećo, ne krivi me
10. Volim osmijeh tvoj (duet s Antonijom Šolom)
11. Još i danas zamiriši trešnja
12. Ostala si uvijek ista
13. Srce nije kamen
14. Nesanica
15. Nesanica (remix)